# Bisbat de Kàmianets-Podilski
El bisbat de Kàmianets-Podilski (ucraïnès:  Кам'янець-Подільська дієцезія); llatí: Dioecesis Camenecensis Latinorum) és una seu de l'Església catòlica a Ucraïna, sufragània de l'arquebisbat de Lviv.
Al 2019 tenia 244.815 batejats d'un total de 2.838.300 habitants. Actualment està regida pel bisbe Maksymilian Leonid Dubrawski, O.F.M.

## Territori
L'arxidiòcesi comprèn els oblasts de Khmelnitski i de Vínnitsia.
La seu episcopal és la ciutat de Kàmianets-Podilski, on es troba la catedral de Sant Pere i Sant Pau.
El territori s'estén sobre 47.100 km² i està dividit en 246 parròquies.

## Història
La diòcesi de Kamenec es va erigir l'any 1373.
Originalment sufragània de l'arxidiòcesi de Halyč, el 1412 es va convertir en sufragània de l'arxidiòcesi de Lviv, després del trasllat de la seu metropolitana de Halyč a Lviv.
Quan els turcs van conquerir la ciutat el 1672 no van destruir la catedral, sinó que van construir un minaret davant la façana. Quan els polonesos van reconquerir la ciutat el 1699 no van destruir-lo, sinó que van posar una estàtua de la Mare de Déu al capdamunt.
El 16 d'octubre 1798, en virtut de la butlla Maximis undique amb la qual el papa Pius VI va reorganitzar les diòcesis catòliques en territori rus després de la partició de Polònia, la de Kàmianets es va fer coincidir amb la regió de Podíl·lia i es va fer sufragània de l'arxidiòcesi de Mahiliou.
Durant el segle xix la diòcesi va viure diferents períodes de vacants. Arran de l'anomenat Aixecament de gener contra el govern tsarista, a Podíl·lia va començar una persecució contra l'Església catòlica. L'ukaz imperial del 3 de juny de 1866 va decidir la supressió de la diòcesi i la deportació del bisbe Antoni Fijałkowski a Kíiv. A partir d'aquest moment de fet la diòcesi va quedar sense bisbe i la Santa Seu va preveure aquesta situació anòmala encarregant la diòcesi, per decret de la Congregació Consistorial del 3 de maig de 1867, a la cura dels bisbes de les seus unificades de Lutsk i Jitòmir.
Només al final de la Primera Guerra Mundial i després de la fi del règim tsarista, la Santa Seu va poder nomenar un nou bisbe en la persona de Piotr Mańkowski el setembre de 1918.
El 27 d'abril de 1922, els soviètics van saquejar la catedral. El 9 de febrer de 1926, el bisbe Piotr Mańkowski va dimitir, obrint una seu vacant que durarà fins a l'esfondrament de la Unió Soviètica. De 1946 a 1990 la catedral va ser tancada al culte i utilitzada com a museu de l'ateisme.
Amb la fi del règim soviètic i el naixement de la república independent d'Ucraïna, les fronteres de la diòcesi es van ampliar al sud i a l'est, per incloure tots els territoris ucraïnesos de la diòcesi de Tiraspol. Al mateix temps, la diòcesi va passar a formar part de la província eclesiàstica de l'arxidiòcesi de Lviv.
El 4 de maig de 2002, va cedir una part del seu territori a favor de l'erecció de les diòcesis de Khàrkiv-Zaporíjia i Odessa-Simferòpol.

## Cronologia episcopal
- Wilhelm, O.P. † (? - 1375 mort)
- Roskosius † (1378 - 1398 mort)
- Aleksander † (1406 - 1411 mort)
- Andrzej z Bazylei † (11 de maig de 1411 - 1413 mort)
- Zbigniew z Łapanowa † (20 d'agost de 1413 - 1428 mort)
  - Maciej † (? - 1427 mort)
- Paweł z Bojańczyc † (5 de juliol de 1428 - 18 de març de 1453 mort)
- Mikołaj Łabuński † (1453 - 13 d'octubre de 1467 mort)
- Mikołaj Leśniowski † (1468 - 1469)
- Mikołaj Próchnicki † (5 de juny de 1469 - 1479 mort)
- Maciej ze Starej Łomży † (19 de març de 1484 - 14 de març de 1490 nomenat bisbe de Chełm)
- Piotr z Lesiowa, O.P. † (9 d'octubre de 1492 - vers 1500 mort)
  - Jan Próchnicki † (? - 1493 mort)
  - Piotr Powała † (? - 1502 mort)
  - Andrzej Chodecki † (1502 - 1507 mort) (bisbe electe)
- Jakub Buczacki † (1511/1512 - 5 de novembre de 1518 nomenat bisbe de Chełm)
- Wawrzyniec Międzyleski † (13 de març de 1521 - 13 de maig de 1529 mort)
- Piotr Gamrat † (29 de gener de 1531 - 27 d'octubre de 1535 nomenat bisbe de Przemyśl)
- Sebastian Branicki † (27 d'octubre de 1535 - 29 de juliol de 1538 nomenat bisbe de Chełm)
- Jan Wilamowski † (17 d'octubre de 1539 - 1540 mort)
- Mikołaj Dzierzgowski † (20 de maig de 1541 - 31 de maig de 1542 nomenat bisbe de Chełm)
- Jan Dziaduski † (31 de maig de 1542 - 30 de març de 1543 nomenat bisbe de Chełm)
- Andrzej Zebrzydowski † (30 de març de 1543 - 8 de juny de 1545 nomenat bisbe de Chełm)
- Jan Drohojowski † (26 d'agost de 1545 - 19 de febrer de 1546 nomenat bisbe de Chełm)
- Benedykt Izdbieński † (19 de febrer de 1546 - 17 de maig de 1546 nomenat bisbe de Poznań)
- Leonard Słończewski † (20 d'agost de 1546 - abans del 27 de març de 1562 mort)
  - Piotr Arciechowski † (1562 - 1562 mort) (bisbe electe)
- Dionizy Secygniowski † (4 de juny de 1563 - 1576 mort)
- Marcin Białobrzeski † (19 de juliol de 1577 - 19 d'abril de 1586 mort)
- Wawrzyniec Goślicki † (7 de gener de 1587 - 22 de gener de 1590 nomenat bisbe de Chełm)
- Stanisław Gomoliński † (12 de febrer de 1590 - 31 de juliol de 1591 nomenat bisbe de Chełm)
- Paweł Wołucki † (5 de desembre de 1594 - 30 de juliol de 1607 nomenat bisbe de Lutsk)
- Jan Andrzej Próchnicki † (13 d'agost de 1607 – 24 de novembre de 1614 nomenat arquebisbe de Lviv)
- Adam Nowodworski † (26 de gener de 1615 - 29 de novembre de 1627 nomenat bisbe de Przemyśl)
- Paweł Piasecki † (20 de desembre de 1627 - 27 de novembre de 1641 nomenat bisbe de Chełm)
- Andrzej Leszczyński † (16 de desembre de 1641 - 3 de desembre de 1646 nomenat bisbe de Chelmno)
- Michał Erazm Działyński † (17 de desembre de 1646 - 1657 mort)
- Jan Ludwik Stępkowski † (1657 - 1660 mort)
  - Sede vacante (1660-1664)
- Zygmunt Czyżowski † (1 de setembre de 1664 - 15 de desembre de 1666 nomenat bisbe de Lutsk)
- Albert Koryciński † (7 de març de 1667 - 30 de juny de 1670 nomenat arquebisbe de Lviv)
- Wespazjan Lanckoroński † (6 d'octubre de 1670 - d'agost de 1676 mort)
  - Jan Czarnecki † (vers 1677)
- Stanisław Wojeński † (19 de febrer de 1680 - 1685 mort)
- Jerzy Albrecht Denhoff † (1 d'abril de 1686 - 19 d'octubre de 1689 nomenat bisbe de Przemyśl)
  - Sede vacante (1689-1700)
- Jan Chryzostom Gniński, O.Cist. † (28 de maig de 1700 - 10 d'agost de 1716 mort)
- Stefan Bogusław Rupniewski † (23 de desembre de 1716 - 1 de desembre de 1721 nomenat bisbe de Lutsk)
- Stanisław Józef Hozjusz † (14 de gener de 1722 - 19 de gener de 1733 nomenat bisbe de Poznań)
- Augustyn Wessel, O.Cist. † (11 de maig de 1733 - 11 de febrer de 1735 mort)
- Franciszek Antoni Kobielski † (19 de novembre de 1736 - 30 de setembre de 1739 nomenat bisbe de Lutsk)
- Wacław Hieronim Sierakowski † (16 de novembre de 1739 - 25 de maig de 1742 nomenat bisbe de Przemyśl)
- Mikołaj Dembowski † (9 de juliol de 1742 - 26 de setembre de 1757 nomenat arquebisbe de Lviv)
  - Hieronim Antoni Szeptycki † (1757 - 24 de setembre de 1759 nomenat bisbe de Płock) (administrador apostòlic)
- Adam Stanisław Krasiński † (24 de setembre de 1759 - 16 d'octubre de 1798 renuncià)
- Jan Dembowski † (16 d'octubre de 1798 - 13 de setembre de 1809 mort)
  - Sede vacante (1809-1815)
- Franciszek Borgia Mackiewicz † (15 de març de 1815 - 13 de gener de 1842 mort)
  - Sede vacante (1842-1853)
- Mikołaj Górski † (27 de juny de 1853 - 29 de desembre de 1855 mort)
  - Sede vacante (1855-1860)
- Antoni Fijałkowski † (23 de març de 1860 - 23 de febrer de 1872 nomenat bisbe de Mahiliou)
  - Sede vacante (1872-1918)
  - Ludwik Bartłomiej Brynk † (23 de febrer de 1872 - 19 de setembre de 1874 mort) (administrador apostòlic)[6]
- Piotr Mańkowski † (24 de setembre de 1918 - 9 de febrer de 1926 renuncià[7])
  - Sede vacante (1926-1991)
- Jan Olszański, M.I.C. † (16 de gener de 1991 - 4 de maig de 2002 jubilat)
- Maksymilian Leonid Dubrawski, O.F.M., des del 4 de maig de 2002

## Estadístiques
A finals del 2019, la diòcesi tenia 244.815 batejats sobre una població de 2.838.300 persones, equivalent al 8,6% del total.
| any  | població | població   | població | sacerdots | sacerdots       | sacerdots       | sacerdots             | diàques | religiosos | religiosos | parroquies |
| ---- | -------- | ---------- | -------- | --------- | --------------- | --------------- | --------------------- | ------- | ---------- | ---------- | ---------- |
| any  | batejats | total      | %        | total     | clergat secular | clergat regular | batejats por sacerdot | diàques | homes      | dones      |            |
| 1999 | 300.000  | 25.000.000 | 1,2      | 140       | 71              | 69              | 2.142                 |         | 104        | 129        | 69         |
| 2000 | 300.000  | 24.000.000 | 1,3      | 154       | 76              | 78              | 1.948                 |         | 114        | 132        | 69         |
| 2001 | 300.000  | 24.000.000 | 1,3      | 150       | 77              | 73              | 2.000                 |         | 109        | 131        | 69         |
| 2002 | 300.000  | 24.000.000 | 1,3      | 160       | 80              | 80              | 1.875                 |         | 115        | 176        | 69         |
| 2003 | 255.000  | 4.020.000  | 6,3      | 148       | 83              | 65              | 1.722                 |         | 100        | 151        | 69         |
| 2004 | 255.000  | 4.020.000  | 6,3      | 145       | 84              | 61              | 1.758                 |         | 94         | 147        | 203        |
| 2006 | 255.000  | 3.085.696  | 8,3      | 157       | 93              | 64              | 1.624                 |         | 131        | 145        | 207        |
| 2011 | 250.000  | 2.982.200  | 8,4      | 158       | 87              | 71              | 1.582                 |         | 141        | 165        | 220        |
| 2013 | 250.000  | 2.942.800  | 8,5      | 155       | 91              | 64              | 1.612                 |         | 134        | 150        | 222        |
| 2016 | 250.000  | 2.898.383  | 8,6      | 178       | 108             | 70              | 1.404                 |         | 142        | 145        | 222        |
| 2019 | 244.815  | 2.838.300  | 8,6      | 185       | 105             | 80              | 1.323                 |         | 153        | 161        | 246        |